# San Francisco Earthquake & Fire: April 18, 1906
San Francisco Earthquake & Fire: April 18, 1906 er en amerikansk stumfilm fra 1906.